# قيقب لبناني
قيقب لبناني (الاسم العلمي:Acer hyrcanum subsp. tauricolum والأسم المرادف Acer libani) هي نوع من النباتات يتبع جنس القيقب من فصيلة الصابونية.